# Paral·lel 36° nord
El paral·lel 36° nord és una línia de latitud que es troba a 36 graus nord de la línia equatorial terrestre. Travessa Àfrica, Àsia, l'Oceà Pacífic, l'Amèrica del Nord i l'oceà Atlàntic.

## Geografia
En el sistema geodèsic WGS84, al nivell de 36° de latitud nord, un grau de longitud equival a 90,164 km; la longitud total del paral·lel és de 32.459 km, que és aproximadament 81,0% de la de l'equador, del que es troba a 3.986 km i a 6.016 km del pol Nord
Com tots els altres paral·lels a part de l'equador, el paral·lel 36° nord no és un cercle màxim i no és la distància més curta entre dos punts, fins i tot si es troben al mateix latitud. Per exemple, seguint el paral·lel, la distància recorreguda entre dos punts de longitud oposada és 16.229 km; després d'un cercle màxim (que passa pel Pol Nord), només és 12.032 km.

## Durada del dia
En aquesta latitud, el sol és visible durant 14 hores i 36 minuts a l'estiu, i 9 hores i 43 minuts en solstici d'hivern.

## Arreu del món
Començant al meridià de Greenwich i dirigint-se cap a l'est, el paral·lel 36º passa per:
| Coordenades                               | País, territori o mar        | Notes |
| ----------------------------------------- | ---------------------------- | --- |
| 36° 0′ N, 0° 0′ E / 36.000°N,0.000°E      | Mar Mediterrània             | |
| 36° 0′ N, 0° 7′ E / 36.000°N,0.117°E      | Algèria                      | |
| 36° 0′ N, 8° 18′ E / 36.000°N,8.300°E     | Tunísia                      | |
| 36° 0′ N, 10° 31′ E / 36.000°N,10.517°E   | Mar Mediterrània             | Passa just al nord de l'illa de Linosa, Itàlia · Passa entre els illes de Comino i Malta, Malta |
| 36° 0′ N, 23° 10′ E / 36.000°N,23.167°E   | Mar Egeu                     | Passa entre els illes de Kythira i Antikythera, Grècia · Passa just al nord de Saria, Grècia |
| 36° 0′ N, 27° 45′ E / 36.000°N,27.750°E   | Grècia                       | Illa de Rodes (Vegeu Diafragma de Dicearc de Messana) |
| 36° 0′ N, 27° 55′ E / 36.000°N,27.917°E   | Mar Mediterrània             | |
| 36° 0′ N, 35° 59′ E / 36.000°N,35.983°E   | Turquia                      | Província de Hatay |
| 36° 0′ N, 36° 22′ E / 36.000°N,36.367°E   | Síria                        | |
| 36° 0′ N, 41° 17′ E / 36.000°N,41.283°E   | Iraq                         | |
| 36° 0′ N, 45° 21′ E / 36.000°N,45.350°E   | Iran                         | |
| 36° 0′ N, 61° 10′ E / 36.000°N,61.167°E   | Turkmenistan                 | |
| 36° 0′ N, 63° 49′ E / 36.000°N,63.817°E   | Afganistan                   | |
| 36° 0′ N, 71° 15′ E / 36.000°N,71.250°E   | Pakistan                     | Khyber Pakhtunkhwa · Gilgit-Baltistan - reclamat per Índia |
| 36° 0′ N, 76° 6′ E / 36.000°N,76.100°E    | Vall de Shaksgam             | Àrea administrada per República Popular de la Xina, reclamat per Índia |
| 36° 0′ N, 76° 48′ E / 36.000°N,76.800°E   | República Popular de la Xina | Xinjiang Tibet Qinghai Gansu — Passa just al sud de Lanzhou Ningxia Gansu Shaanxi Shanxi Henan Shandong Henan (per uns 15 km) Shandong — Passa just al sud de Qingdao                                                                                |
| 36° 0′ N, 120° 18′ E / 36.000°N,120.300°E | Mar Groc                     | |
| 36° 0′ N, 126° 42′ E / 36.000°N,126.700°E | Corea del Sud                | Chungcheongnam-do Jeollabuk-do Gyeongsangbuk-do Passa just al nord de Daegu-Palgongsan Gyeongsangbuk-do |
| 36° 0′ N, 129° 35′ E / 36.000°N,129.583°E | Mar del Japó                 | |
| 36° 0′ N, 133° 1′ E / 36.000°N,133.017°E  | Japó                         | Illa de Chiburi-shima: — Prefectura de Shimane |
| 36° 0′ N, 133° 4′ E / 36.000°N,133.067°E  | Mar del Japó                 | |
| 36° 0′ N, 135° 58′ E / 36.000°N,135.967°E | Japó                         | Illa de Honshū: — Prefectura de Fukui — Prefectura de Gifu — Prefectura de Nagano — Prefectura de Gunma per uns 4 km — Prefectura de Saitama — Prefectura de Chiba per uns 6 km — Prefectura d'Ibaraki                                               |
| 36° 0′ N, 140° 40′ E / 36.000°N,140.667°E | Oceà Pacífic                 | |
| 36° 0′ N, 121° 30′ O / 36.000°N,121.500°O | Estats Units                 | Califòrnia Nevada Arizona Nou Mèxic Texas Oklahoma Arkansas Frontera Missouri / Arkansas (aproximat) Tennessee Carolina del Nord (comtat de Madison (Carolina del Nord), per uns 14 km) Tennessee (comtat d'Unicoi, per uns 12 km) Carolina del Nord |
| 36° 0′ N, 75° 39′ O / 36.000°N,75.650°O   | Oceà Atlàntic                | |
| 36° 0′ N, 5° 36′ O / 36.000°N,5.600°O     | Estret de Gibraltar          | Passa a pocs metres al sud de la Punta de Tarifa, Espanya - el punt extrem més al sud d'Europa |
| 36° 0′ N, 5° 25′ O / 36.000°N,5.417°O     | Mar Mediterrània             | |

## Estats Units

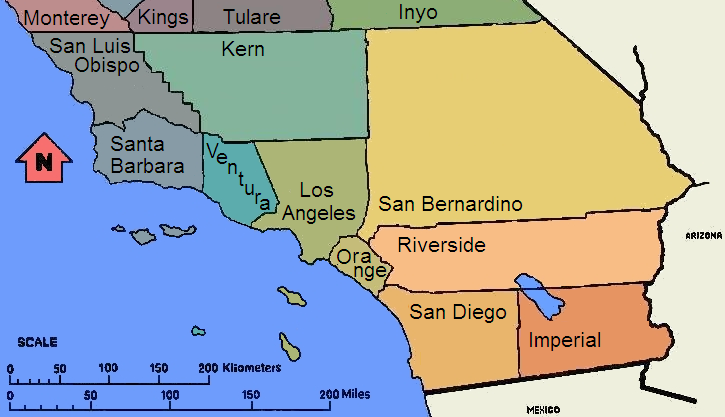
Sud de Califòrnia

Als Estats Units, el paral·lel 36° nord s'utilitza ocasionalment com a límit nord aproximat per al cinturó del Sol, una regió que abasta la major part del Sud i Sud-oest i inclou la majoria dels climes més càlids de la nació.
Ciutats i llocs d'interès propers al paral·lel inclouen: Kettleman City (Califòrnia); Henderson (Nevada); Hoover Dam; el Gran Canyó; Laboratori Nacional Los Álamos; Tulsa, Oklahoma (passant per la part sud de la ciutat); Nashville (passant per la part sud de la ciutat); Knoxville (Tennessee); Winston-Salem (Carolina del Nord); High Point (Carolina del Nord); Greensboro (Carolina del Nord); Durham (Carolina del Nord); Chapel Hill (Carolina del Nord); i altres. El paral·lel va ajudar a definir el trifini Carolina del Nord-Tennessee-Virgínia.
El paral·lel 36° nord aproximadament forma el límit més meridional de la Missouri Bootheel amb l'Estat d'Arkansas.